# Observatoire du Vatican
Specola vaticana
L'Observatoire du Vatican (en italien : Specola vaticana) est l'institution scientifique du Saint-Siège, confiée aux jésuites. Elle a pour vocation la recherche en astronomie mais aussi un rôle éducatif.
À l'origine, l'observatoire a pour vocation d'apporter les corrections nécessaires au calendrier. Il est alors situé à la tour des vents, à proximité du couloir du musée du Vatican ; cette tour, bâtie d'après les plans du frère dominicain  et astronome Ignazio Danti, professeur à l'université de Bologne, est en effet traversée par le méridien qui indiquait au pape Grégoire XIII le jour de l'équinoxe de printemps nécessaire à la fixation exacte de la date de Pâques (temps pascal). L'observatoire est ensuite déplacé à l'université pontificale grégorienne de Rome (Italie).
L'observatoire se trouve dans la résidence d'été des papes à Castel Gandolfo, au bord du  lac Albano et non loin des monts Albains, à proximité de Rome. Il est complété, sans être remplacé, par un second observatoire situé dans l'enceinte de l'observatoire international du Mont Graham en Arizona (États-Unis), où se font désormais les observations et recherches demandant des instruments techniquement plus avancés.

## Éléments d'histoire

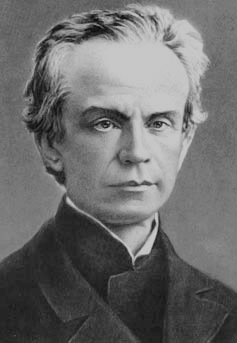
Portrait de Francesco Denza, astronome et directeur de L'observatoire du Vatican à la fin du XIXe siècle

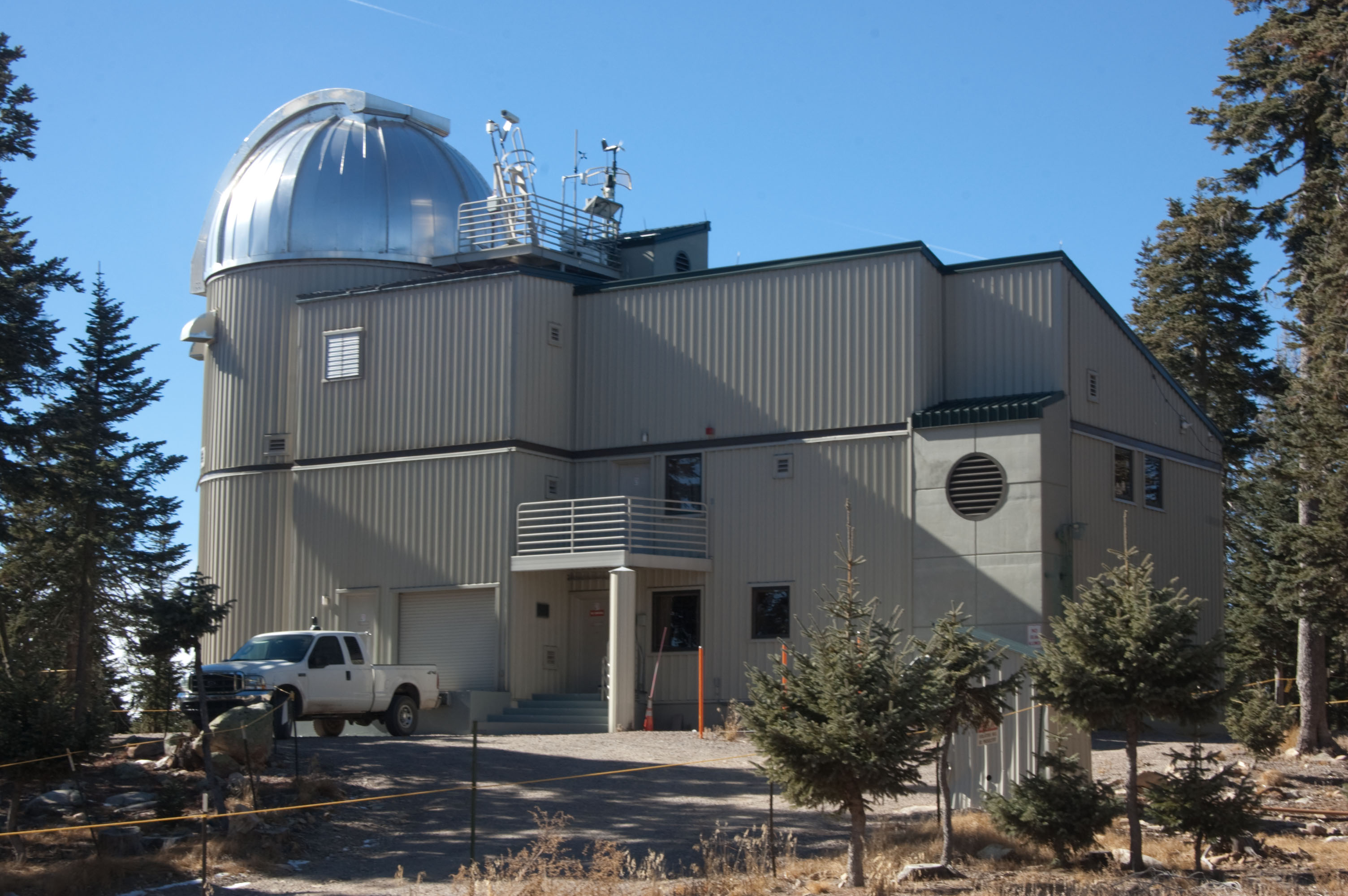
Observatoire du Vatican au sein de l'Observatoire international du Mont Graham

### Observatoire créé pour la mise en place du calendrier grégorien
En 1578, le pape Grégoire XIII confie aux Jésuites astronomes et mathématiciens du Collège romain, la tâche de préparer la réforme de l'ancien calendrier (1582). Le premier observatoire astronomique est créé dans la Tour des vents du Vatican, en vue de fonder cette réforme sur de solides observations du mouvement des astres. La méridienne est construite par Ignace Danti.
Le calendrier grégorien, promulgué en 1582 par le pape Grégoire XIII, a été développé par le jésuite mathématicien Christopher Clavius à partir des données astronomiques.
Au XVIIIe siècle, l'établissement est spécialisé dans les recherches sur les tremblements de terre. Les observations astronomiques ayant été délaissées, elles sont reprises en 1780 à l'aide du téléscope de John Dollond. Puis, en 1787, un observatoire est établi au collège romain et l'observatoire du Vatican se consacre alors aux études de météorologie et de physique du globe. L'observatoire se dote d'instruments météorologiques et magnétiques, un sismographe, une lunette méridienne pour les observations astronomiques.
Cet observatoire au Vatican est en activité jusqu'à la mort du directeur, Mgr Gilii, en 1821, puis il est fermé. Ses instruments ont été transférés à l'Observatoire du Collège romain. C'est là que le père Francesco de Vico assura ses différents travaux, débouchant parfois sur des découvertes.
Une troisième installation a lieu à l'Observatoire du Capitole, entre 1827 et 1870.

### Lieu de recherche scientifique au XIXe siècle
En 1850, Angelo Secchi, alors directeur de l'observatoire du Vatican, fait construire un nouvel instrument d'observation astronomique sur le toit de l'église Saint-Ignace-de-Loyola (église du Collège romain). Toutefois, lorsque le père Secchi meurt en 1878, il existe de graves tensions entre le Saint-Siège et le gouvernement italien: en effet l'armée du royaume d'Italie confisque l'observatoire du collège romain.
En 1888, à l'occasion du jubilé sacerdotal du pape Léon XIII, des instruments astronomiques lui sont offerts ce qui l'incite à réorganiser l'observatoire du Vatican afin de les conserver. En septembre 1889, le Comité international de la carte photographique du ciel se réunit à Paris. C'est à cette occasion que l'astronome Francesco Denza annonce la création de l'observatoire du Vatican.
En 1890, Francesco Denza, alors directeur de l'observatoire, contribue à sa modernisation. Il écrit dans sa correspondance qu'il est nécessaire de créer du lien avec les établissements scientifiques équivalents, pour suivre les progrès des études et recherches dans ce domaine. L'ancien observatoire prend le nom de tour grégorienne en hommage au pape Grégoire XIII. Les observations météorologiques ont commencé le 1 mars 1890. Une deuxième tour d’observation est construite et l'observatoire se dote d’une lunette photographique plus performante, achetée à Paris, avec l'appui du pape Léon XIII. C'est sur la plateforme de cette tour, appelée Léonine en l'honneur du pape Léon IV, qu'est installé l'équatorial photographique et sa coupole. La coupole de l'observatoire a été construite par les frères Gilon en 1890.
Le service scientifique de l’Observatoire du Vatican, établi à cette date, était composé de cinq branches d'études : astronomie, observations méridiennes et équatoriales, observations physiques diverses ; photographie astronomique ; magnétisme ; tremblements de terre ; météorologie.
L'établissement réalisait également des photographies célestes et coopère au projet international de la carte du Ciel. La photographie des nuages fait partie d'un des thèmes de travail. Une photographie de nuage, obtenue par l’ingénieur Federico Mannucci (1848-1935), est entrée dans les collections du Musée des arts et métiers (CNAM) dès 1891.
Toutefois, l'observatoire, au sein de l'université, est maintenu et rebaptisé Regio Osservatorio al Collegio Romano (« Observatoire Royal du Collège romain ») ; il reste en service jusqu'en 1923. Puis il est rouvert dans les années 1930, époque à laquelle la fumée et les lueurs du ciel de la ville rendent impossibles les observations utiles à Rome.

### Déménagement à Castel Gandolfo puis en Arizona
Pour échapper à la pollution lumineuse, l'Observatoire déménage à Castel Gandolfo, à 25 kilomètres au sud-est de Rome. En 1961, les mêmes problèmes apparaissent désormais à Castel Gandolfo. C'est pourquoi l'Observatoire déménage à nouveau, pour fonder le Vatican Observatory Research Group (VORG), avec des bureaux à l'Observatoire Steward de l'université de l'Arizona de Tucson.
En 1993, l'observatoire du Vatican, par l'intermédiaire du VORG installe son télescope, le Vatican Advanced Technology Telescope sur le mont Graham au sein de l'Observatoire international du Mont Graham.
Le siège de l'Observatoire est maintenu à Castel Gandolfo, une dépendance du Vatican. Au début de 2008, le Vatican annonce que, dans le cadre d'un réaménagement du palais pontifical, la résidence jésuite est transférée dans un ancien couvent à proximité du palais, tandis que son ancien espace serait utilisé pour fournir plus de place pour la réception de visiteurs diplomatiques. Le personnel de l'Observatoire a salué l'initiative, la structure architecturale du château convenant mal à une utilisation moderne et scientifique de l'Observatoire. Les activités de recherche de l'observatoire se poursuivent en Arizona.

## Activités actuelles

### Équipe de recherche
Les membres astronomes du clergé y travaillent et participent aux recherches conjointement avec les scientifiques laïcs. L'observatoire est membre de l’Union astronomique internationale (IAU) et du Centre international d’astrophysique relativiste (ICRA).
Le directeur actuel de l'observatoire, Guy Consolmagno, a succédé en 2015 à José Gabriel Funes, comme lui prêtre jésuite et astronome. De nombreux chercheurs ont travaillé à l'observatoire. En 2008 le Prix Templeton a été attribué au cosmologue Michał Heller, un des adjoints scientifiques de l'observatoire. En 2010, le prix George Van Biesbroeck a été attribué à l'ancien directeur de l'observatoire, le jésuite américain, George Coyne.

### Publications
L'Observatoire du Vatican édite des publications scientifiques, conjointement avec le Center for Theology and Natural Sciences de Berkeley,.
On peut citer une série d'ouvrages sous-titrés : Perspective scientifique de l'action divine (Scientific Perspectives on Divine Action), dirigés par Robert John Russell, entre 1993 et 2008. Les thématiques abordées sont la cosmologie quantique en lien avec les lois de la nature (Quantum Cosmology and the Laws of Nature), la biologie moléculaire et évolutive (Evolutionary and Molecular Biology), les neurosciences et l'être humain (Neuroscience and the Person), et la mécanique quantique (Quantum Mechanics).
- (en) Robert John Russell, Murphy Nancey et Arthur R. Peacocke, Chaos and complexity : scientific perspectives on divine action (Actes de congrès), Vatican Observatory, coll. « Series on divine action in scientific perspective », 1995 (ISBN 9780268008123, BNF 39248475).
- (en) Robert J. Russell, Nancey Murphy et William R. Stoeger, Twenty Years of Challenge and Progress, Vatican Observatory / Center for Theology and Natural Sciences, coll. « Scientific Perspectives on Divine Action », 2008 (ISBN 978-88-209-7961-4).

### Lithothèque
L'observatoire du Vatican abrite, dans la résidence d'été papale de Castel Gandolfo, la collection de météorites du Vatican. L'une des plus importantes au monde, elle comporte plus de 1 000 échantillons provenant de près de 500 chutes différentes.
Cette lithothèque a pour origine la collection du XIXe siècle d'Adrien-Charles, marquis de Mauroy, qui a été donnée au Vatican en trois temps, par le marquis en 1907 et 1912 puis par sa veuve en 1935. Elle a par la suite été complétée par d'autres dons et par des échanges.